# Wełnianeczka
Wełnianeczka (Trichophorum L.) – rodzaj roślin z rodziny ciborowatych (Cyperaceae). Należy do niego 10–21 gatunków. Zasięg obejmuje obszary okołobiegunowe na półkuli północnej, sięgając do strefy klimatu umiarkowanego oraz pasm górskich w południowo-wschodniej Azji i Andów na kontynentach amerykańskich. W Polsce występują dwa gatunki: wełnianeczka alpejska T. alpinum i wełnianeczka darniowa T. cespitosum.

## Systematyka

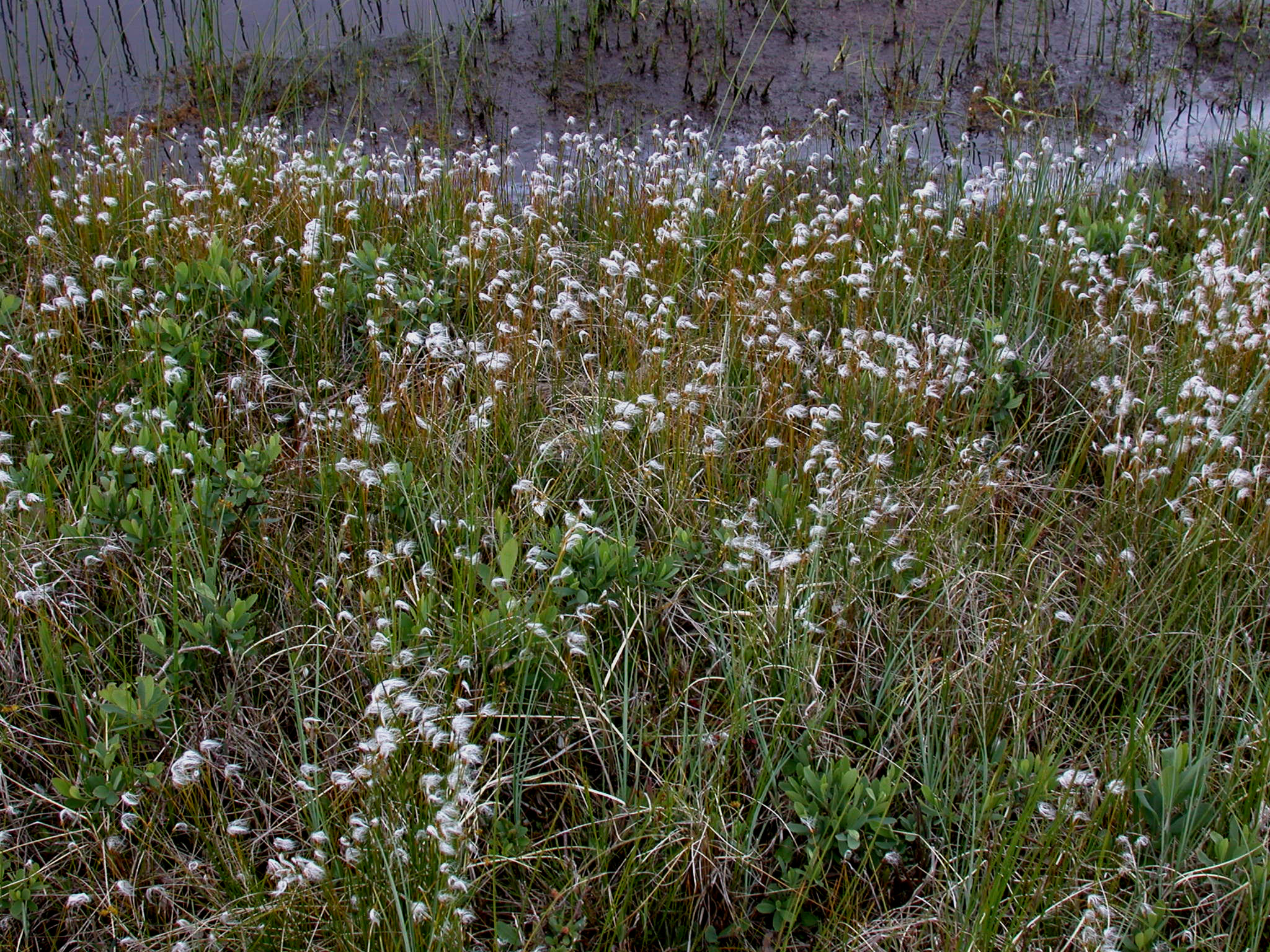
Wełnianeczka alpejska

Właściwa nazwa tego rodzaju była przedmiotem długotrwałej debaty naukowej. Argumenty za zachowaniem nazwy Trichophorum Persoon z typem nomenklatorycznym w postaci T. alpinum (Linnaeus) Persoon zostały zaprezentowane i przyjęte w Kodeksie nomenklatorycznym w końcu lat 80. XX wieku. Wcześniej proponowano wyłączenie T. alpinum i T. pumilum (Vahl) Schinz & Thellung w odrębny rodzaj Eriophorella (J. Holub 1984), ale wskazane różnice uznano za niewystarczająco uzasadnione dla wydzielania takiego rodzaju. W latach 80. i 90. XX wieku wykazano także, że nazwa Baeothryon Ehrhart ex A. Dietrich rozważana wówczas jako synonim dla Trichophorum jest właściwą nazwą sekcji w obrębie rodzaju ponikło (Eleocharis R. Brown). Mimo to w krytycznej liście roślin naczyniowych Polski jeszcze w 2020 roku rodzaj wymieniony został pod nazwą Baeothryon. 
Synonimy
Adupla Bosc ex A. L. Jussieu in F. Cuvier, Mariscus J. Gaertner, Melanoschoenos Séguier, Eriophorella J. Holub
Pozycja systematyczna według Angiosperm Phylogeny Website (aktualizowany system APG IV z 2016)
Rodzaj należy do rodziny ciborowatych (Cyperaceae) z rzędu wiechlinowców (Poales) stanowiącego jeden z kladów jednoliściennych (monocots). W obrębie rodziny należy do plemienia Scirpeae w obrębie podrodziny Cyperoideae.
Wykaz gatunków
- Trichophorum alpinum (L.) Pers. – wełnianeczka alpejska
- Trichophorum analecta (Beetle) Lév.-Bourret & J.R.Starr
- Trichophorum cespitosum (L.) Hartm. – wełnianeczka darniowa
- Trichophorum clementis (M.E.Jones) S.G.Sm.
- Trichophorum clintonii (A.Gray) S.G.Sm.
- Trichophorum coahuilense (Svenson) Lév.-Bourret & J.R.Starr
- Trichophorum dioicum (Y.N.Lee & Y.C.Oh) J.Jung & H.K.Choi
- Trichophorum distigmaticum (Kük.) T.V.Egorova
- Trichophorum dolichocarpum Zakirov
- Trichophorum evadens (C.D.Adams) Lév.-Bourret & J.R.Starr
- Trichophorum filipes (C.B.Clarke) Lév.-Bourret & J.R.Starr
- Trichophorum inversum (Dhooge & Goetgh.) Lév.-Bourret & J.R.Starr
- Trichophorum mattfeldianum (Kük.) S.Yun Liang
- Trichophorum planifolium (Spreng.) Palla
- Trichophorum pumilum (Vahl) Schinz & Thell.
- Trichophorum rigidum (Steud.) Goetgh., Muasya & D.A.Simpson
- Trichophorum scabriculme (Beetle) J.R.Starr, Lév.-Bourret & B.A.Ford
- Trichophorum schansiense Hand.-Mazz.
- Trichophorum subcapitatum (Thwaites & Hook.) D.A.Simpson
- Trichophorum tepaliferum (T.Koyama & Guagl.) Lév.-Bourret & J.R.Starr
- Trichophorum uniflorum (Trautv.) Karav.